# Louis Verniers
Louis Verniers, est un historien bruxellois, il est né à Drogenbos, le 18 février 1890 et mort à Forest (Bruxelles), le 7 juin 1979.

## Biographie
Louis (Ludovicus à l'état civil) Verniers est né à Drogenbos le 18 février 1890, comme fils de Félix Verniers, alors fonctionnaire, âgé de 35 ans, habitant à la rue d'Anderlecht à Drogenbos, et de son épouse Joanna Catharina Rosalia Ruth, âgée de 30 ans. Son père, Félix Verniers, né le 30 novembre 1854 à Linkebeek, qui fut aussi charretier (1879) ou cabaretier (1906), était le fils de Joseph Verniers, entrepreneur de terrassements, résidant à Saint-Gilles, et de Jeanne Catherine Carlier. Alors résidant à la rue du Moulin à Vent, au n° 97, à Saint-Gilles, Félix Verniers épousa à Saint-Gilles le 13 décembre 1879 Rosalie Ruth, servante, née le 26 mai 1859 à Hal, résidant à Saint-Gilles, rue de la Perche n° 10, qui était la fille d'Antoine Joseph Ruth, ouvrier de fabrique, et de Jeanne Catherine Rosseel, résidant tous deux à Lembeek.
Parallèlement à une carrière dans l'enseignement de la Ville de Bruxelles qui le vit devenir directeur de l'École normale Charles Buls et une carrière administrative qui le vit atteindre le haut grade de Secrétaire général du Ministère de l'Éducation nationale, Louis Verniers consacra ses loisirs et ses travaux à des recherches historiques sur la ville de Bruxelles.
Ses livres sur l'histoire de Bruxelles qui apportèrent un renouveau à l'historiographie de la capitale de la Belgique en s'intéressant à la vie quotidienne, sont toujours appréciés. Voici ce que disait J.A. Van Houtte (président du Comité National belge des Sciences historiques) en 1970 à propos du livre Bruxelles et son agglomération de 1830 à nos jours (Bruxelles, 1956, 503 p.) : « Le développement considérable de l'agglomération bruxelloise (...) a été traité beaucoup plus en détail dans l'ouvrage solidement documenté et très bien illustré de L. Verniers, (...), qui, après avoir exposé l'expansion de l'agglomération puis, à partir de 1890, la décentralisation démographique de la vieille ville, étudie l'évolution administrative, politique, sociale, économique, culturelle et linguistique et termine par une vue d'ensemble sur les métamorphoses de la vie quotidienne, notamment la disparition des aspects folkloriques ».

## Publications de Louis Verniers
- Les impasses bruxelloises, dans Le Folklore brabançon, no 79-80, août-septembre 1934.
- Les dominantes du passé de la Belgique, Imprimerie scientifique et littéraire, Bruxelles, 1937.
- Bruxelles, esquisse historique, Maison d'Éditions A. De Boeck, Bruxelles, 1941
- Le Bréviaire des Belges, Éditions Albert De Boeck, Bruxelles, 1944.
- Histoire de Forest-lez-Bruxelles, Éditions A. De Boeck, Bruxelles, 1949.
- Bruxelles et son agglomération de 1830 à nos jours, Éditions de la Librairie Encyclopédique, Bruxelles, 1958 (1re éd. : 1956).
- Un millénaire d'histoire de Bruxelles des origines à 1830, Bruxelles, Éditions A. De Boeck, Bruxelles, 1965.
- Notes sur le bonheur, réminiscences d'un Bruxellois, 1890-1975, Éditions Labor, Bruxelles, 1976, 247 p.